# Nauczyłem się przeklinać
Nauczyłem się przeklinać (zapis stylizowany: nauczyłem się przeklinać) – debiutancki album studyjny polskiego rapera Chivasa. Został wydany 21 maja 2021 roku przez wytwórnię muzyczną GUGU. 
Album zadebiutował na czwartym miejscu listy OLiS. W 2024 roku nagrania uzyskały certyfikat dwukrotnie platynowej płyty.

## Lista utworów
Opracowano na podstawie materiału źródłowego.
1. „To dopiero początek”
2. „Odkąd nauczyłem się (przeklinać)”
3. „Generacja hip hop”
4. „Xo”
5. „Palenie zabija”
6. „Death metalowy t-shirt”
7. „Mam na twarzy krew i tym razem nie jest sztuczna” (gościnnie: White 2115)
8. „Jakbym miał w ręku klamkę”
9. „Comme des garçons”
10. „Młody say10”
11. „Charger”
12. „Hellcat redeye” (gościnnie: Szpaku, White 2115)
13. „Zabij dla mnie”
14. „To nie koniec”
15. „Najlepsi pod słońcem” (gościnnie: Szpaku)

## Pozycje na listach sprzedaży
| Kraj   | Lista (2023-2024)        | Najwyższa pozycja |
| ------ | ------------------------ | ----------------- |
| Polska | OLiS – albumy            | 16                |
| Polska | OLiS – albumy fizycznie  | 18                |
| Polska | OLiS – albumy w streamie | 13                |

| Kraj   | Lista (2023)             | Pozycja |
| ------ | ------------------------ | ------- |
| Polska | OLiS – albumy            | 75      |
| Polska | OLiS – albumy w streamie | 38      |
| Polska | Lista (2024)             | Pozycja |
| Polska | OLiS – albumy            | 57      |
| Polska | OLiS – albumy w streamie | 25      |

## Certyfikaty i sprzedaż
| Kraj          | Certyfikat         | Sprzedaż | Data                 |
| ------------- | ------------------ | -------- | -------------------- |
| Polska (ZPAV) | 2× platynowa płyta | 60 000+  | 28 sierpnia 2024     |
| Polska (ZPAV) | platynowa płyta    | 30 000+  | 27 października 2021 |